# Paretschtscha (Breszkaja Woblasz)
Paretschtscha (belarussisch Парэчча (Пінскі раён), russisch Поречье (Брестская область) Porechye, polnisch Porzecze (obwód brzeski), litauisch Pareča (Pinskas)) ist ein von etwa 55 Einwohnern besiedelter Ort im Rajon Pinsk in der Oblast Brest in Belarus.

## Geografie
Das Dorf liegt im Tal des Flusses Jasselda im Südwesten des Landes 7,5 km nordöstlich von Krotawa zwischen den Städten Brest und Pinsk.

## Geschichte
Das Dorf wurde erstmals 1495 urkundlich erwähnt. Es befand sich Ende des 18. Jahrhunderts im Kreis Pinsk der Woiwodschaft Brest-Litowsk. Das Dorf gehörte abwechselnd den Familien Carlecki, Ogiński und Skirmuntas. Letztere bauten dort ein (heute nicht mehr existierendes) Herrenhaus, das von einem Park umgeben war. Im Dorf gab es Industriebetriebe: eine Zuckerfabrik, eine Tuchfabrik und eine Destillerie. 1907 wurde im Dorf eine (ebenfalls inzwischen abgerissene) katholische Kirche gebaut  und 1912 eine orthodoxe Kirche der Geburt der Jungfrau Maria (heute eine Pfarrkirche).
Im Ersten Weltkrieg wurde die Gegend vom Deutschen Heer besetzt. Im Ersten Weltkrieg verlegte die deutsche  Militäreisenbahndirektion M.E.D. 6 in Brest-Litowsk eine militärische Feldbahn durch den Ort, die als Streckenabschnitt der Feldbahn Iwacewice–Iwanowo–Kamien-Koczirsk zum Transport von Soldaten, Nachschub und Munition betrieben wurde.
Von 1921 bis zum Zweiten Weltkrieg war das Dorf der Sitz der Gemeinde Porzecze. Im Jahr 1944 wurde es von den Deutschen teilweise niedergebrannt.
Der belarussische Großgrundbesitzer und Politiker Roman Skirmunt wurde in Porzecze geboren und ermordet und ist dort auch begraben. Im Dorf befindet sich auch ein Kriegsfriedhof aus dem Ersten Weltkrieg, auf dem 8 polnische Soldaten des 34. Infanterieregiments, die 1919 gefallen sind, sowie sowjetische Partisanen und Soldaten begraben sind.

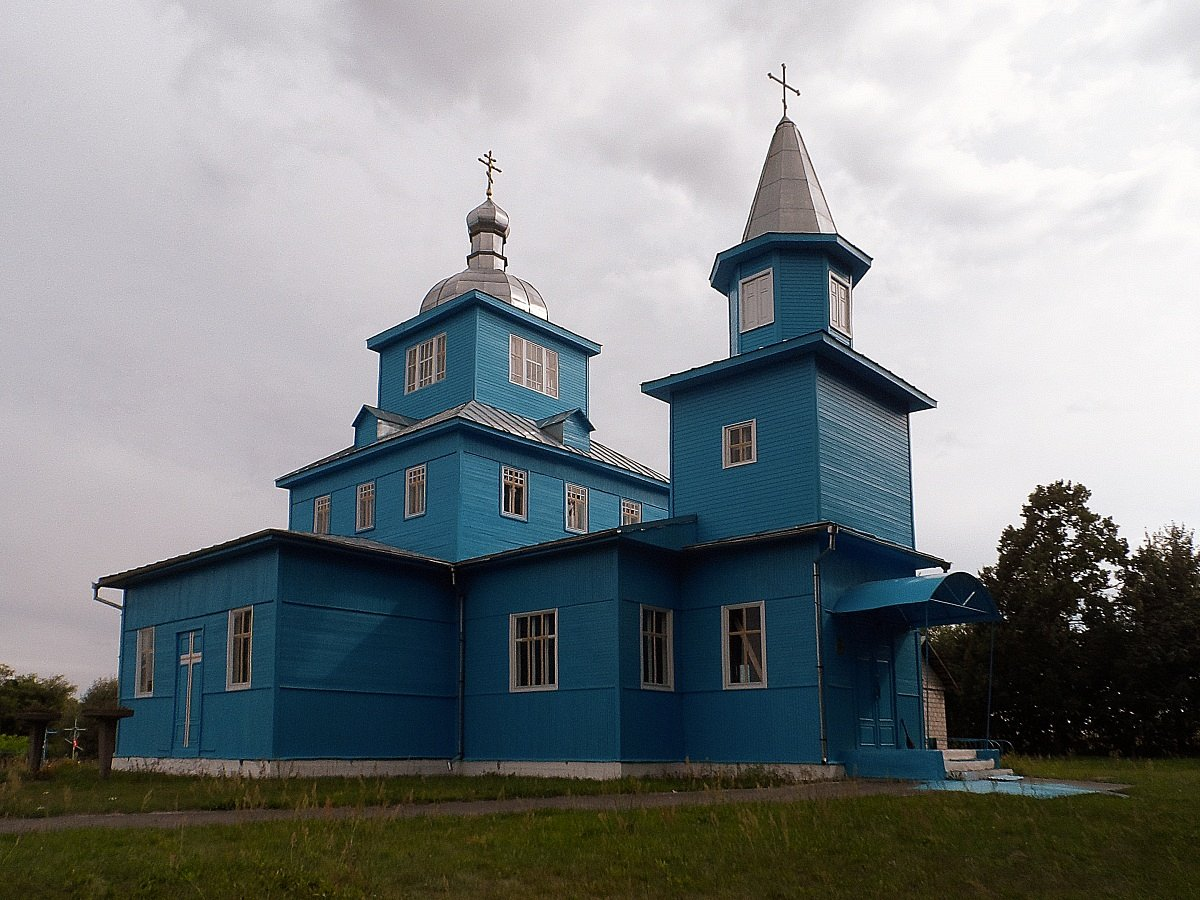
Kirche der Geburt der Jungfrau Maria
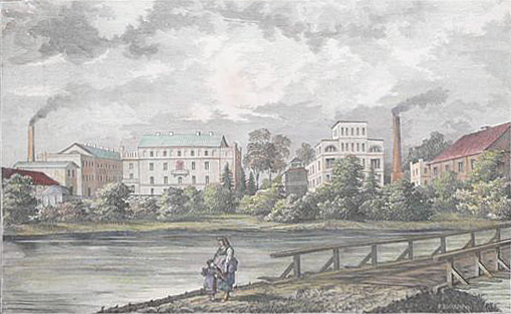
Zuckerfabrik von Roman Skirmunt, um 1878
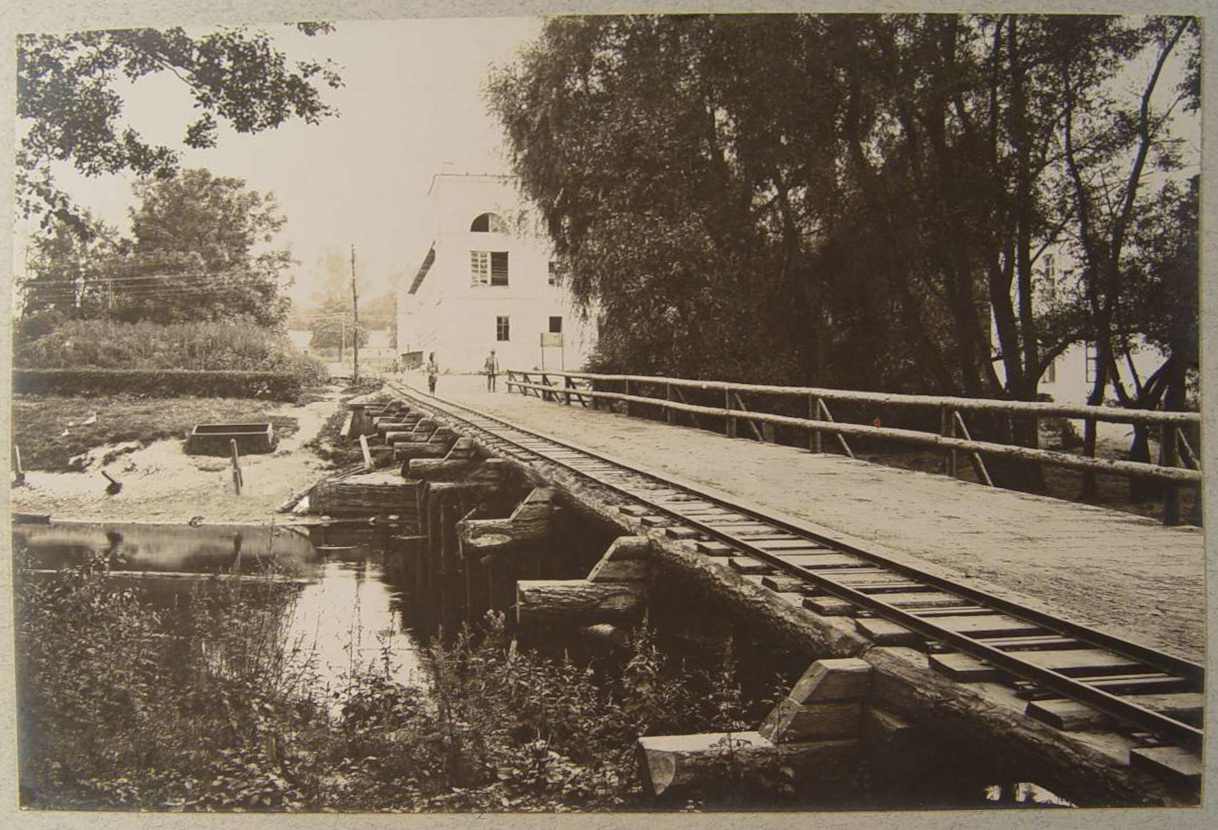
Militärische Feldbahn auf der Jasselda-Brücke am Landgut von Roman Skirmunt, um 1916

## Denkmalgeschützte Sehenswürdigkeiten
- Kirche der Geburt der Jungfrau (1912).[1][2]
- Park Porechye (1910)[3][4]